# Campeonato Europeo de Remo de 2013
El VII Campeonato Europeo de Remo se celebró en Sevilla (España) entre el 31 de mayo y el 2 de junio de 2013 bajo la organización de la Federación Internacional de Sociedades de Remo (FISA) y la Federación Española de Remo.
Las competiciones se realizaron en el Campo de Regatas de La Cartuja, sobre las aguas del río Guadalquivir, con sede en el Centro Especializado de Alto Rendimiento de la Cartuja, donde anteriormente se disputó el Campeonato Mundial de 2002.

## Medallistas

### Masculino
| Evento                                 | Oro | Plata | Bronce |
| -------------------------------------- | --- | --- | --- |
| Scull individual M1X (02.06)           | Ondřej Synek · República Checa · 7:36,65 | Marcel Hacker · Alemania · 7:40,75 | Roel Braas · Países Bajos · 7:45,95 |
| Doble scull M2X (02.06)                | Francesco Fossi · Romano Battisti · Italia · 6:37,05 | Rolandas Maščinskas · Saulius Ritter · Lituania · 6:37,67 | Nils Jakob Hoff · Kjetil Borch · Noruega · 6:38,97 |
| Cuatro scull M4X (02.06)               | Karl Schulze · Paul Heinrich · Lauritz Schoof · Tim Grohmann · Alemania · 6:07,41                                                                                               | Dawid Grabowski · Konrad Wasielewski · Piotr Licznerski · Adam Wicenciak · Polonia · 6:09,51                                                                                                | Matteo Stefanini · Simone Venier · Luca Rambaldi · Simone Raineri · Italia · 6:09,59 |
| Dos sin timonel M2- (02.06)            | Nenad Beđik Nikola Stojić Serbia 7:02,59 | Wojciech Gutorski · Jarosław Godek · Polonia · 7:04,98 | Rogier Blink · Mitchel Steenman · Países Bajos · 7:08,27 |
| Cuatro sin timonel M4- (02.06)         | Boaz Meylink · Kaj Hendriks · Mechiel Versluis · Robert Lücken · Países Bajos · 6:21,79                                                                                         | Marius Cozmiuc · George Palamariu · Cristi-Ilie Pîrghie · Florin Curuea · Rumania · 6:23,83                                                                                                 | Toni Seifert · Felix Wimberger · Malte Jakschik · Maximilian Planer · Alemania · 6:24,94                                                                                                   |
| Ocho con timonel M8+ (02.06)           | Maximilian Munski · Hannes Ocik · Maximilian Reinelt · Felix Drahotta · Anton Braun · Richard Schmidt · Kristof Wilke · Eric Johannesen · Martin Sauer (t) · Alemania · 5:59,00 | Zbigniew Schodowski · Michał Szpakowski · Marcin Brzeziński · Piotr Hojka · Mikołaj Burda · Piotr Juszczak · Krystian Aranowski · Rafał Hejmej · Daniel Trojanowski (t) · Polonia · 6:00,31 | Sjoerd de Groot · Ruben Knab · Gerbren Spoelstra · Thomas Doornbos · Vincent van der Want · Boudewijn Röell · David Kuiper · Govert Viergever · Peter Wiersum (t) · Países Bajos · 6:00,93 |
| Scull individual ligero LM1X (02.06)   | Henrik Stephansen Dinamarca 7:37,93 | Pedro Fraga Portugal 7:38,84 | Jonathan Koch · Alemania · 7:48,42 |
| Doble scull ligero LM2X (02.06)        | Stany Delayre Jérémie Azou Francia 6:56,61 | Kristoffer Brun · Are Strandli · Noruega · 6:58,96 | Simon Schürch · Mario Gyr · Suiza · 6:59,40 |
| Dos sin timonel ligero LM2- (02.06)    | Simon Niepmann · Lucas Tramèr · Suiza · 7:23,21 | Guido Gravina · Giorgio Tuccinardi · Italia · 7:24,52 | Xavier Vela Maggi · Daniel Sigurbjörnsson · España · 7:25,79 |
| Cuatro sin timonel ligero LM4- (02.06) | Kasper Jørgensen Jacob Larsen Jacob Barsøe Morten Jørgensen Dinamarca 6:27,28                                                                                                   | Jan Vetešník · Ondřej Vetešník · Jiří Kopáč · Miroslav Vraštil · República Checa · 6:29,68                                                                                                  | Franck Solforosi Guillaume Raineau Augustin Mouterde Thomas Baroukh Francia 6:30,38 |

### Femenino
| Evento                               | Oro | Plata | Bronce |
| ------------------------------------ | --- | --- | --- |
| Scull individual W1X (02.06)         | Miroslava Knapková · República Checa · 8:15,48 | Magdalena Lobnig · Austria · 8:18,24 | Inge Janssen · Países Bajos · 8:21,30 |
| Doble scull W2X (02.06)              | Donata Vištartaitė · Milda Valčiukaitė · Lituania · 7:21,87 | Magdalena Fularczyk · Natalia Madaj · Polonia · 7:28,34 | Yekaterina Karsten · Yuliya Bichyk · Bielorrusia · 7:31,94 |
| Cuatro scull W4X (02.06)             | Annekatrin Thiele · Carina Bär · Julia Richter · Britta Oppelt · Alemania · 6:45,01 | Wianka van Dorp · Sophie Souwer · Lisa Scheenaard · Nicole Beukers · Países Bajos · 6:48,67                                                                                 | Laura Schiavone · Giada Colombo · Sara Magnaghi · Gaia Palma · Italia · 6:49,57 |
| Dos sin timonel W2- (02.06)          | Cristina Grigoraș · Andreea Boghian · Rumania · 7:49,09 | Kerstin Hartmann · Marlene Sinnig · Alemania · 7:51,56 | Svitlana Novichenko · Hanna Kontseva · Ucrania · 7:57,26 |
| Ocho con timonel W8+ (02.06)         | Roxana Cogianu · Ionelia Zaharia · Cristina Grigoraș · Irina Dorneanu · Adelina Cojocariu · Andreea Boghian · Camelia Lupașcu · Nicoleta Albu · Daniela Druncea (t) · Rumania · 6:41,83 | Lisa Kemmerer · Anne Becker · Sophie Paul · Ulrike Sennewald · Michaela Schmidt · Ronja Schütte · Julia Lepke · Kathrin Marchand · Laura Schwensen (t) · Alemania · 6:50,20 | Yuliya Inozemtseva · Oxana Strelkova · Anastasiya Karabelshchikova · Alexandra Fiodorova · Tatiana Afinoguenova · Anastasiya Tijanova · Yelizaveta Tijanova · Anastasiya Zhukova · Xeniya Volkova (t) · Rusia · 6:53,32 |
| Scull individual ligero LW1X (02.06) | Ekaterini Nikolaídu · Grecia · 8:32,92 | Michaela Taupe-Traer · Austria · 8:36,59 | Marie-Anne Frenken · Países Bajos · 8:39,14 |
| Doble scull ligero LW2X (02.06)      | Laura Milani · Elisabetta Sancassani · Italia · 7:37,92 | Lena Müller · Anja Noske · Alemania · 7:42,64 | Katarzyna Wełna · Weronika Deresz · Polonia · 7:47,10 |

## Medallero
| Núm. | País            | Oro | Plata | Bronce | Total |
| ---- | --------------- | --- | ----- | ------ | ----- |
| 1    | Alemania        | 3   | 4     | 2      | 9     |
| 2    | Italia          | 2   | 1     | 2      | 5     |
| 3    | República Checa | 2   | 1     | 0      | 3     |
| 3    | Rumania         | 2   | 1     | 0      | 3     |
| 5    | Dinamarca       | 2   | 0     | 0      | 2     |
| 6    | Países Bajos    | 1   | 1     | 5      | 7     |
| 7    | Lituania        | 1   | 1     | 0      | 2     |
| 8    | Francia         | 1   | 0     | 1      | 2     |
| 8    | Suiza           | 1   | 0     | 1      | 2     |
| 10   | Grecia          | 1   | 0     | 0      | 1     |
| 10   | Serbia          | 1   | 0     | 0      | 1     |
| 12   | Polonia         | 0   | 4     | 1      | 5     |
| 13   | Austria         | 0   | 2     | 0      | 2     |
| 14   | Noruega         | 0   | 1     | 1      | 2     |
| 15   | Portugal        | 0   | 1     | 0      | 1     |
| 16   | Bielorrusia     | 0   | 0     | 1      | 1     |
| 16   | España          | 0   | 0     | 1      | 1     |
| 16   | Rusia           | 0   | 0     | 1      | 1     |
| 16   | Ucrania         | 0   | 0     | 1      | 1     |
|      | TOTAL           | 17  | 17    | 17     | 51    |